# Migration des insectes

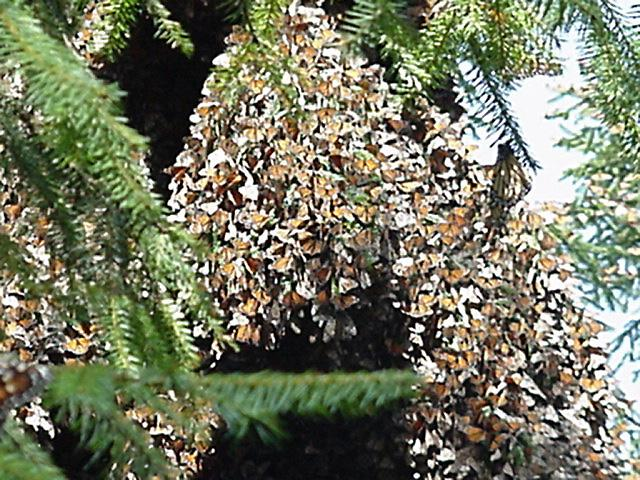
Des monarques migrant par milliers vers le site d'Angangueo dans le nord du Michoacán au Mexique.

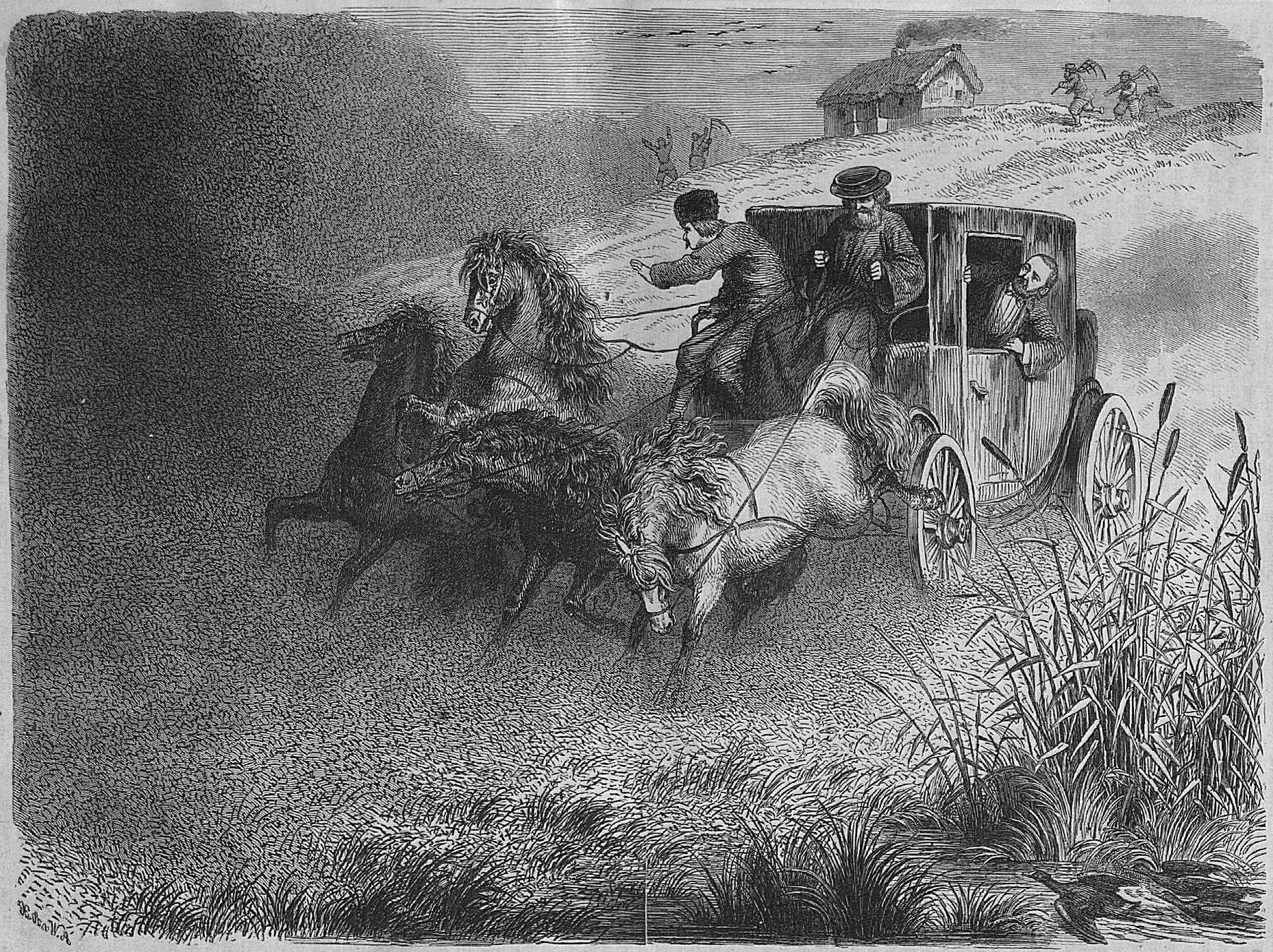
Chevaux tirant une diligence sur une route traversant des champs de mil dans la vallée de l'Ingul (Ukraine), effrayés par le passage d'un nuage de sauterelles (comparable de loin à la fumée d'un grand feu, selon le texte) ; illustration de la revue Die Gartenlaube (en 1859)

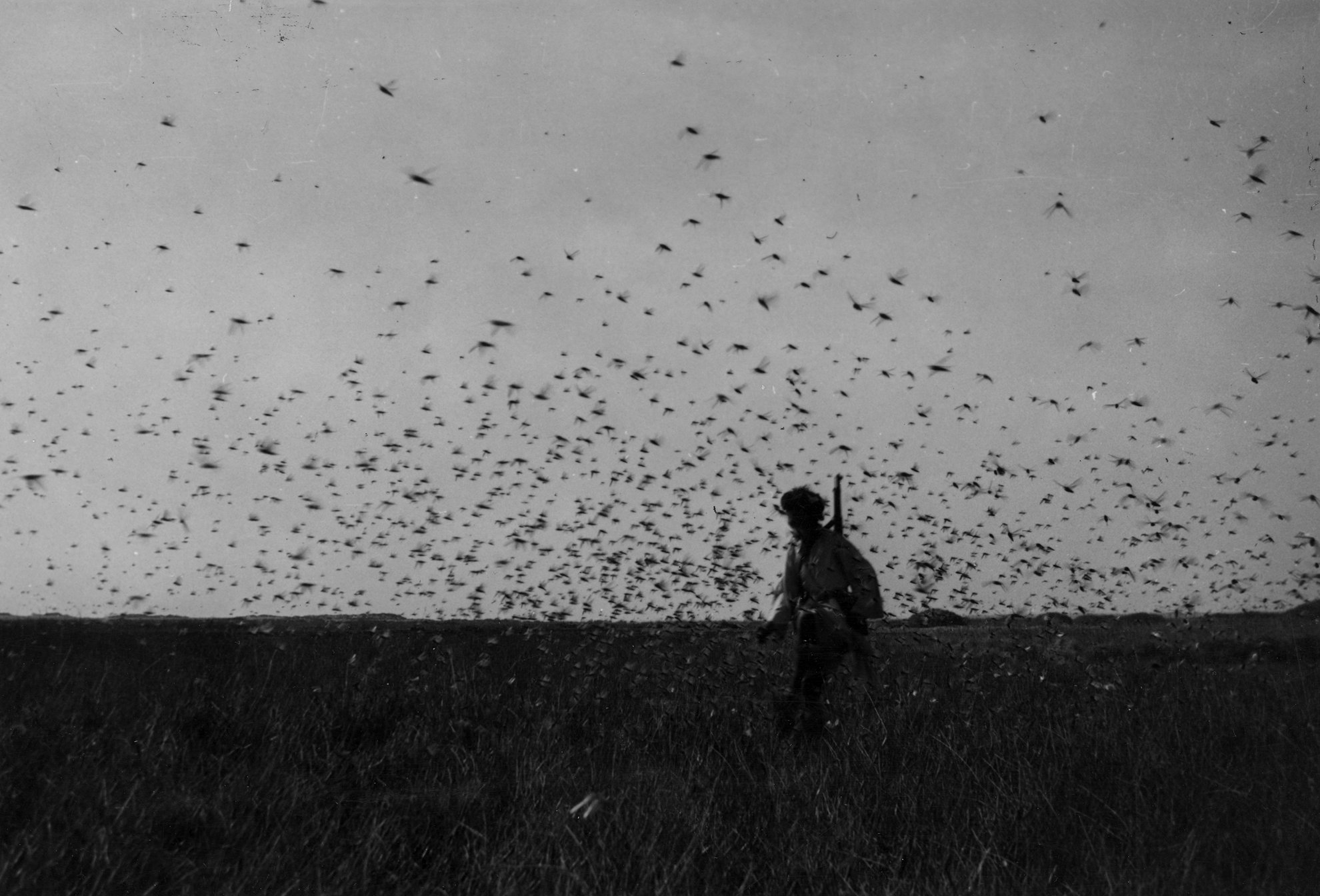
Nuage de criquets migrateurs au-dessus d'une zone de jonc maritime Juncus maritimus (Imililik, Sahara occidental, en avril 1944)

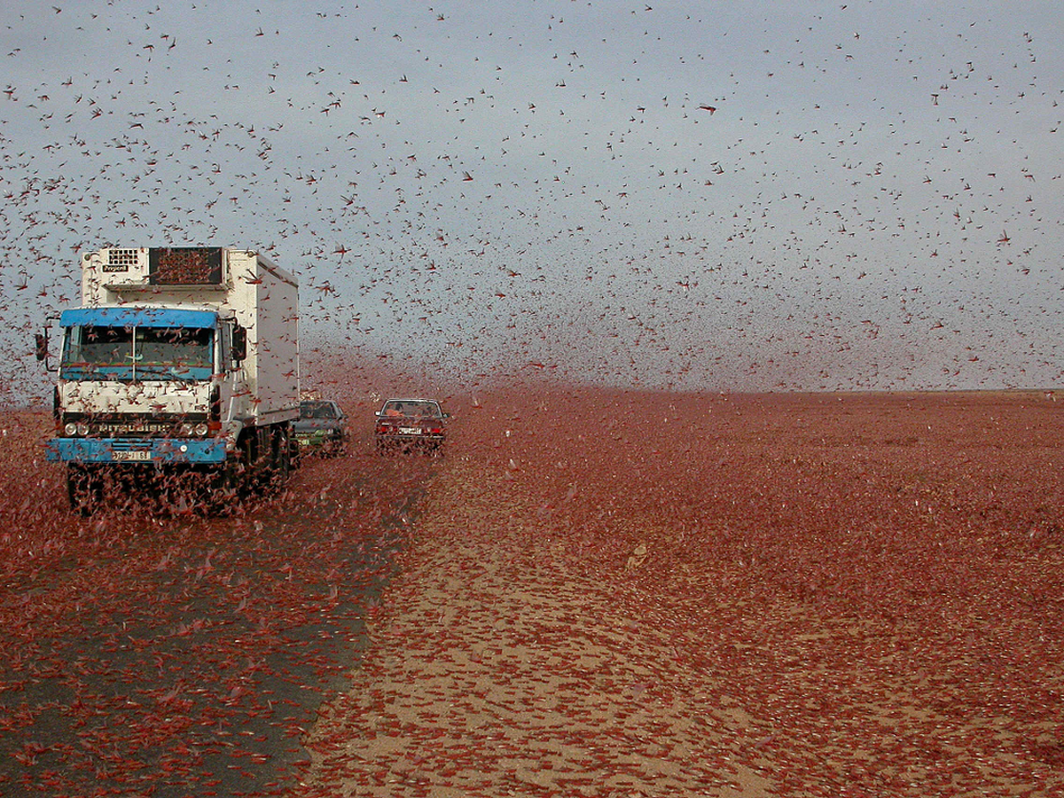
Nuage de criquets migrateurs (Schistocerca gregaria) dans le sud-ouest du Maroc, en novembre 2004 (photo : Magnus Ullman)

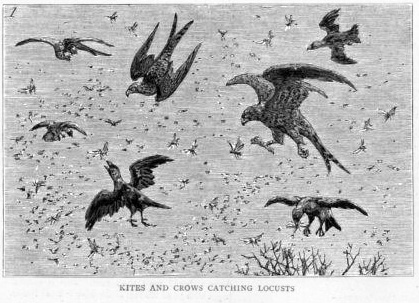
Oiseaux attrapant en vol des criquets migrateurs (locustes), en Inde. Gravure de 1891 (Illustrated London News and The Graphic), extrait de "The Locust Plague in Northern India", dans "The Graphic", 1891 ; Les criquets sont "une « plaie »" là où ils sont déprédateurs, mais aussi une ressource alimentaire pour d'autres espèces et parfois pour l'Homme.

Des milliards d'insectes migrent chaque année. Certains le font sur de courtes distances et d'autres à échelles intercontinentales (comparables à celles des migrations d'oiseaux). Ces migrations sont obligatoires, facultatives, partielles ou différentielles. Elles peuvent être de type « aller-retour », « en boucle », échelonnées, dans un corridor très précis ou « nomadiques » ou encore « verticales » (vers les cols ou les sommets, du sol vers les arbres...). Dans le temps, elles sont saisonnières ou régulièrement espacées dans le temps, ou irruptives et liées au contexte.
Elles comptent pour l'écologie du paysage, l'agriculture, la sylviculture et l'économie mondiale, car les insectes fournissent des services écosystémiques majeurs (pollinisateurs, auxiliaires de l'agriculture en consommant les pucerons par exemple, nécrophages, décomposeurs...).
Ces migrations peuvent engendrer des coûts économiques et sanitaires importants (si l'insecte est un déprédateur important, s'il véhicule des pathogènes, ou s'il s'agit de ravageurs des cultures ou des arbres). Mais selon une étude anglaise récente, la plupart des insectes migrateurs qui arrivent au Royaume-Uni puis en repartent cycliquement (comme les syrphes migrateurs) ont au contraire un rôle positif, voire essentiel en raison du déclin d'autres insectes utiles tels que les abeilles et les papillons pollinisateurs.

## Histoire scientifique
On connait depuis l'Antiquité la migration, souvent spectaculaire, du criquet pèlerin.

Celle de certains papillons, dont le Monarque aux États-Unis est étudiée depuis longtemps.
Au XIXe siècle, Jean Henri Fabre, dans ses souvenirs entomologiques (1re série, XIV les émigrants), évoque la possible migration des insectes pour expliquer ses observations lors de l'ascension du Ventoux, en août. Il pense que le rassemblement d'ammophiles hérissées (Ammophila hirsuta) qu'il a observé est peut-être lié à une migration. De même, un rassemblement de coccinelles à sept points sur un mur de la chapelle du sommet du mont Ventoux en octobre et un autre en juin sur le plateau de Saint-Amans (734 m) l'entraînent dans l'hypothèse d'une migration des insectes, comparable à celle des oiseaux.
Depuis la fin du XXe siècle, l'étude des migrations d'insectes a bénéficié des progrès techniques, avec notamment la miniaturisation des radioémetteurs (radiotracking) et de nouveaux modes de marquage et de suivi (par radar notamment). Les études ont d'abord porté sur des espèces que l'on pensait être d'enjeu agricole (déprédateurs) ou potentiellement enjeu de santé publique. Si beaucoup d'insectes ont régressé ou disparu, quelques-uns (moustiques, tiques, déprédateurs agricoles...) se montrent de plus en plus résistants aux insecticides classiques ou véhiculent des pathogènes, eux-mêmes éventuellement devenus antibiorésistants (ou susceptibles de le devenir). On s'est ensuite rendu compte que la plupart des insectes migrateurs sont sources de services écosystémiques.

## Interactions humaines
Des modifications des migrations (naturelles ou non) d'insectes peuvent être dues aux activités humaines, à la fragmentation des habitats et aux modifications climatiques liées à l'effet de serre mais, de manière générale, comme chez d'autres espèces, certaines migrations pourraient aussi être une adaptation individuelle et collective d'une espèce à des ressources qui fluctuent spatiotemporellement, soit de manière saisonnière soit de manière moins prévisible.
La pollution lumineuse pourrait être un obstacle pour des espèces nocturnes attirées par la lumière (ou repoussées par elle), comme elle l'est pour les oiseaux migrateurs.

## Enjeux
Des entomologistes ont montré que la plupart des « insectes d'importance économique » sont migrateurs et en déduisent que leurs migrations gagneraient donc à être mieux connues, ce qui implique qu'elles soient selon Hugh Dingle considérées holistiquement, comme un syndrome à la fois physiologique, comportemental et écologique,,.

## Caractéristiques des migrations d'insectes
Certaines caractéristiques semblent communes à la plupart des grandes migrations d'insectes :
- migration se fait souvent en groupe ;
- elle est déclenchée par des phénomènes d'horloge biologique impliquant souvent des stimuli tels que photopériode et température ;
- la physiologie des individus change en vue de la migration : la fonction locomotrice est dopée et des fonctions végétatives comme l'alimentation et la reproduction sont pour partie ou totalement inhibées[3]. Les paramètres physiologiques et écologiques de la migration dépendent aussi de facteurs environnementaux et de paramètres phénotypiquement modifiables pour s'adapter aux conditions en vigueur[3] ;
- les migrants accumulent des réserves d'énergie avant le départ ;
- dans le cycle de vie de l'insecte, la migration intervient généralement avant la reproduction (lien ovogenèse-vol)[3] ;
- les individus migrants ont une valeur élevée en termes de reproduction et de survie de l'espèce ; leurs capacités de colonisation sont peu ou prou maximales ; Les migrants ont un fort potentiel d'accroissement futur de la population[3] ;
- les migrants occupent souvent des habitats temporaires inhabituels pour leur espèce[3].

## Optimisation des trajectoires de vol
De nombreux insectes effectuent saisonnièrement des migrations qui les conduisent à des centaines, voire des milliers de kilomètres vers des sites favorables de reproduction. Les mécanismes adaptatifs permettant ces migrations sont encore mal compris. Les études faites au « radar entomologique » démontrent que beaucoup de ces insectes sont capables de choisir des vents qui leur sont favorables en haute altitude, et que cette capacité est largement répandue chez les insectes grands migrateurs effectuant de longs vols diurnes et/ou nocturnes ou crépusculaires. Les insectes migrateurs, en dépit d'un système nerveux considéré comme très rudimentaire, semblent capables d'établir l'équivalent d'un plan de vol optimisé, et de corriger au moins partiellement la dérive exercée par les vents de travers. La longueur du trajet peut être augmentée, mais pour une consommation d'énergie optimisée. Les entomologistes considèrent maintenant que ces comportements de vol sont aussi sophistiqués que ceux des oiseaux migrateurs.
Différents insectes migrateurs utilisent le champ magnétique terrestre pour s'orienter. Les bogongs (Agrotis infusa), des papillons australiens et néo-zélandais qui migrent sur plusieurs centaines de kilomètres pour aller passer les mois d'été dans les Alpes australiennes, se guident vers cette destination qu'ils ne connaissent pas grâce au champ magnétique et aux étoiles du ciel nocturne austral ; ils sont capables de ne s'orienter que grâce au champ ou grâce aux étoiles, ce qui fait de ce papillon le premier invertébré connu pour pratiquer une navigation astronomique pour ses voyages au long cours,.

## Flux de biomasse et de nutriments
Les migrations constituent sur le long terme d'importants flux de biomasse (« bioflows »), qui ont sur les écosystèmes des impacts directs (flux et afflux de prédateurs, de proies et de concurrents) et indirects (flux de nutriments, d'énergie inter-écosystèmes et transfrontières, parfois transcontinentaux ; flux de parasites et de microbes, éventuellement pathogènes),.
Ces flux sont aussi des flux de transferts horizontaux et verticaux de nutriments, parfois sur de grandes distances d’un écosystème terrestre ou aquatique à un autre, notamment dans le cas d’insectes déprédateurs. Des estimations quantitatives des flux d'azote et de phosphore associés ont été faites pour quelque écosystèmes. Elles suggèrent des transferts importants de nutriments (dépassant l'apport annuel actuel des dépôts atmosphériques (naturels et anthropiques), notamment pour le phosphore. Ces transferts et leur importance ont probablement beaucoup diminué depuis l'ère préindustrielle, surtout pour l'azote, d'une part parce que dans la plupart des zones agricoles la biomasse des insectes s'est effondrée, et d'autre part car la part de l'influence anthropique est maintenant prédominante (anthropocène) pour cet élément.
Les migrations du plancton aquatique ou aérien ont longtemps été difficiles à étudier. Une étude (2016) a utilisé des radars verticaux spécialement conçus pour quantifier le flux à long terme d'insectes volants entre 150 m et 1 200 m d'altitude dans l'atmosphère du sud du Royaume-Uni. Elle a montré que 3,5 trillions d'insectes, correspondant à environ 3 200 tonnes de biomasse (équivalent en poids à 6400 vaches de 500 kg, mais sachant que les insectes à poids égal ont une teneur en eau bien moindre et une teneur en protéine et phosphore bien plus importante). Ces insectes migrent au-dessus du sud de l'Angleterre chaque année, parcourant jusqu'à des centaines de kilomètres par jour. Les modèles météorologiques et quelques évaluations in situ laissent penser que des variations saisonnières importantes de transferts de biomasse Nord-Sud existent selon les années, bien que les flux semblent en moyenne décennale réguliers. Chaque invertébré volant ou emporté dans l'air est une petite réserve d'azote, de phosphore, de carbone et d'oligoéléments (éventuellement contaminée par divers polluants et quelques pathogènes). Selon les auteurs, ces flux ont des implications qui ne doivent pas être sous-estimées pour les services écosystémiques, les processus écopaysagers, ainsi que pour la biogéochimie (et donc le climat). On ignore quel serait ce flux en l'absence des effets des polluants dispersés par l'activité humaine dans l'air et le reste de l'environnement et comment ils sont ou seront affectés par le dérèglement climatique. Les milliers de migrations de masse désormais documentées ont mis en évidence des flux organisés vers le nord au printemps et vers le sud à l'automne, suggérant que l'instinct des insectes leur permet de savoir quand, à quelle altitude et dans quelle direction migrer, en bénéficiant d'ascendances et de vents favorables.

Les transferts de nutriments liés aux migrations en masse d'insectes ont sans doute beaucoup diminué en raison de l’effondrement de nombreuses populations d’insectes mais, selon Landry & Parott (2016), ils sont encore comparables à ceux effectués par d'autres animaux (déjà étudiés et été considérés comme importants pour les processus écosystémiques, en particulier pour la productivité de certains écosystèmes). Certaines migrations d'insectes concernent cependant d'autres échelles horizontales et verticales. Leurs dimensions « source-puits » et leurs conséquences écologiques sont importantes mais encore mal cernées, ce pourquoi certains experts plaident pour une attention plus soutenue au « transfert latéral à long terme des nutriments par des insectes ».
Ces processus de transfert, selon le lieu, peut modifier les gradients spatiaux de distribution des nutriments (en exportant ou en important des nutriments) d'une manière très différente de ce qu'on observe localement pour les flux nutritifs, ce qui peut conduire à des modèles spatio-temporaux et boucles de rétroactions complexes.

## Importance des migrations d'insectes pour la génétique des populations
Des corrélations génétiques semblent exister entre les migrations et certains paramètres du cycle de vie de l'insecte, mais la part génotypique et acquise des stratégies de migration ou de colonisation, par rapport aux facteurs liés au contexte (température, hygrométrie, ou disponibilité en nourriture) sont encore mal compris chez de nombreuses espèces.

Par exemple, chez les punaises Oncopeltus fasciatus ou chez la Petite punaise de l'asclépiade (Lygaeus kalmii), les facteurs président à la durée du vol migratoire sont encore mal compris ; leurs vols sont génétiquement programmés, mais diffèrent beaucoup selon le contexte.
Les longues migrations impliquent souvent le mélange de millions d'individus et le mélange de sous-populations au sein d'une métapopulation. Les impacts génotypiques, génétiques et plus précisément en termes de génétique des populations, zoogéographie n'ont pas encore été très étudiés (hormis chez le monarque ou le criquet), bien que pouvant éclairer ou vérifier certains aspects de la théorie évolutionniste et de la sélection naturelle.

## Quelques exemples

### Le cas des libellules

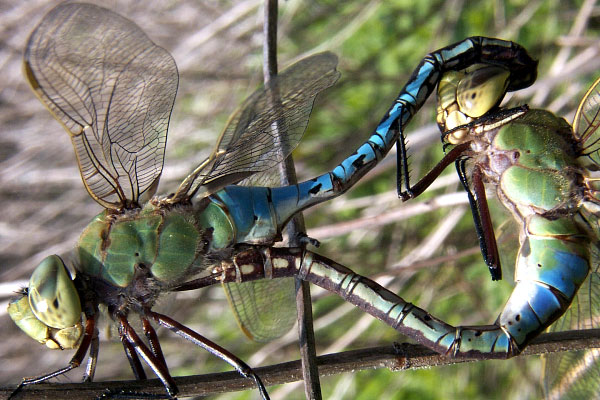
Couple d'Anax junius

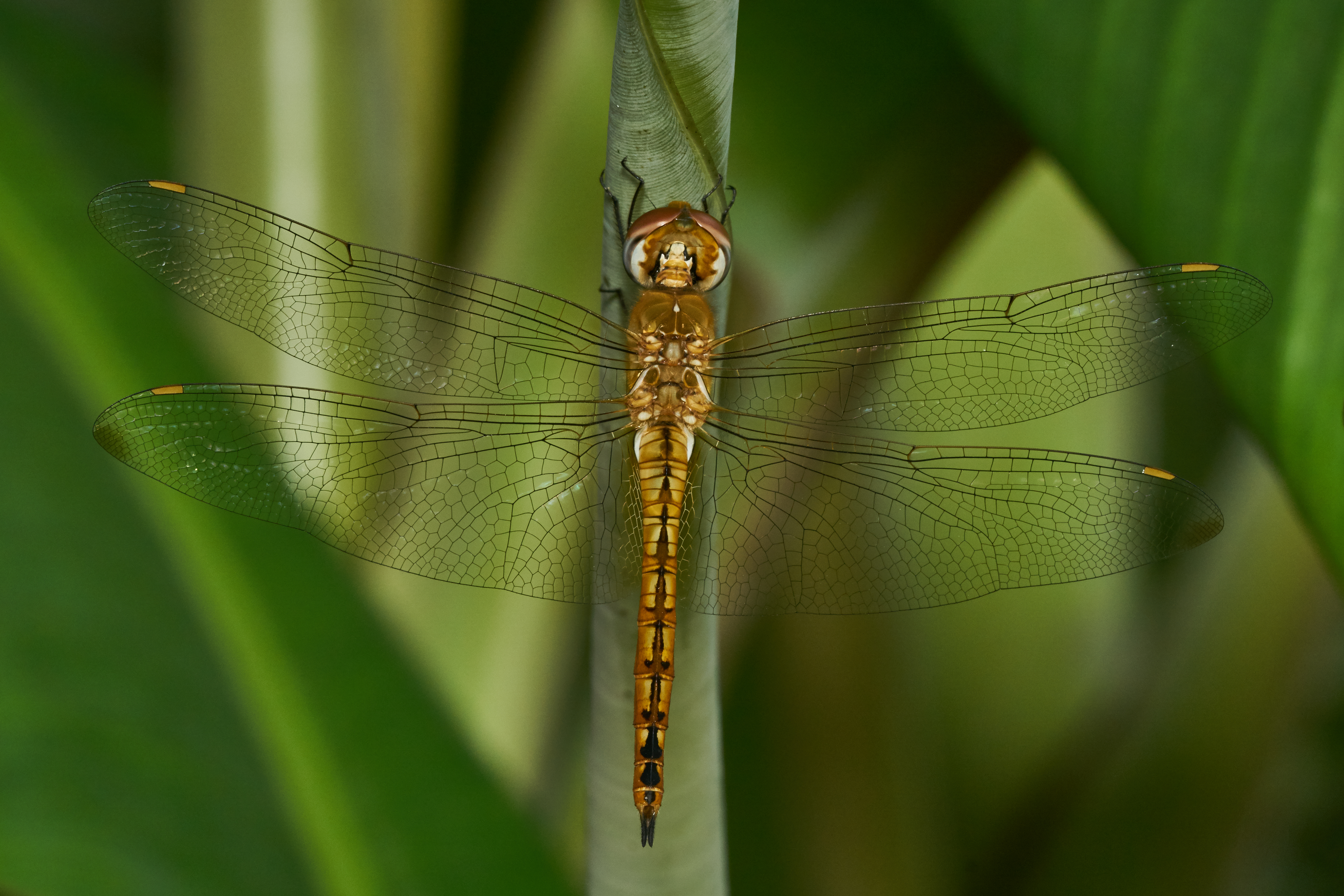
Le Pantala flavescens est la libellule connue pour parcourir la plus longue distance lors de sa migration.

On a longtemps pressenti qu'au moins certaines espèces de libellules étaient migratrices, sans savoir sur quelles distances ni quels itinéraires. Des chercheurs des universités de Princeton et de Rutgers ont récemment montré que des libellules migrent un peu comme les oiseaux, pouvant parcourir plus de 100 km par semaine par beau temps sans vent. On ignore encore leurs itinéraires, mais en suivant (en voiture ou avion) durant 6 à 9 jours 14 libellules de l'espèce Anax junius (Anax de juin) capturées dans le New Jersey, et équipées d'émetteurs-radio miniaturisés, on a montré qu'elles migraient un peu à la manière des oiseaux (vers le sud des États-Unis en automne), certaines faisant le voyage du Nord-Est du pays jusqu'en Floride à une vitesse moyenne de 12 km par jour (jusqu'à 100 milles/jour, en étant alourdies par les émetteurs). Elles ont des lieux de repos et, comme les oiseaux, elles volent quelle que soit la direction du vent, en compensant peu leur dérive (dans ce cas, mais on a observé des papillons ou des libellules tropicales effectuer un trajet rectiligne au-dessus de la mer ou d'un lac, de jour, mais se posent quand la vitesse du vent dépasse 25 km/h ou par temps pluvieux. Ce serait la température qui les pousse ; elles semblent ne décoller qu’après deux nuits froides se succédant.
Les libellules étant apparues il y a au moins 285 millions d'années, soit presque 140 millions d’années avant les oiseaux, peut-être ont-elles été pionnières en matière de migration aérienne.

## Le cas des syrphes

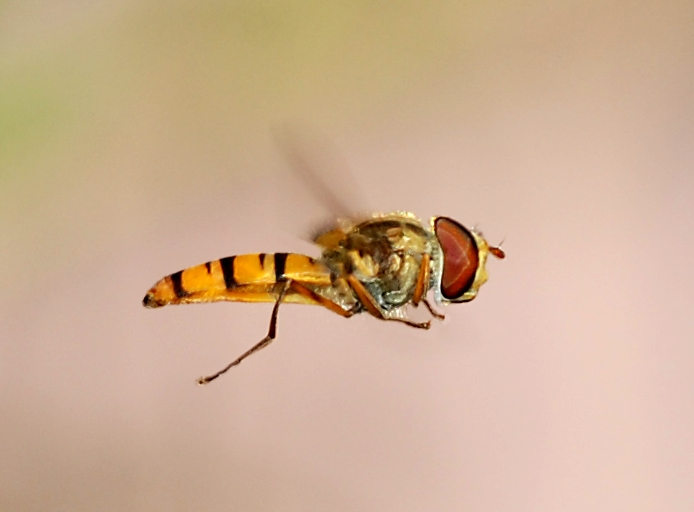
Episyrphus balteatus (ou Syrphe ceinturé), pollinisateur très actif, dont la larve est grande consommatrice de pucerons ; c'est l'un des syrphes migrateurs les plus fréquents en Europe (ici en vol)

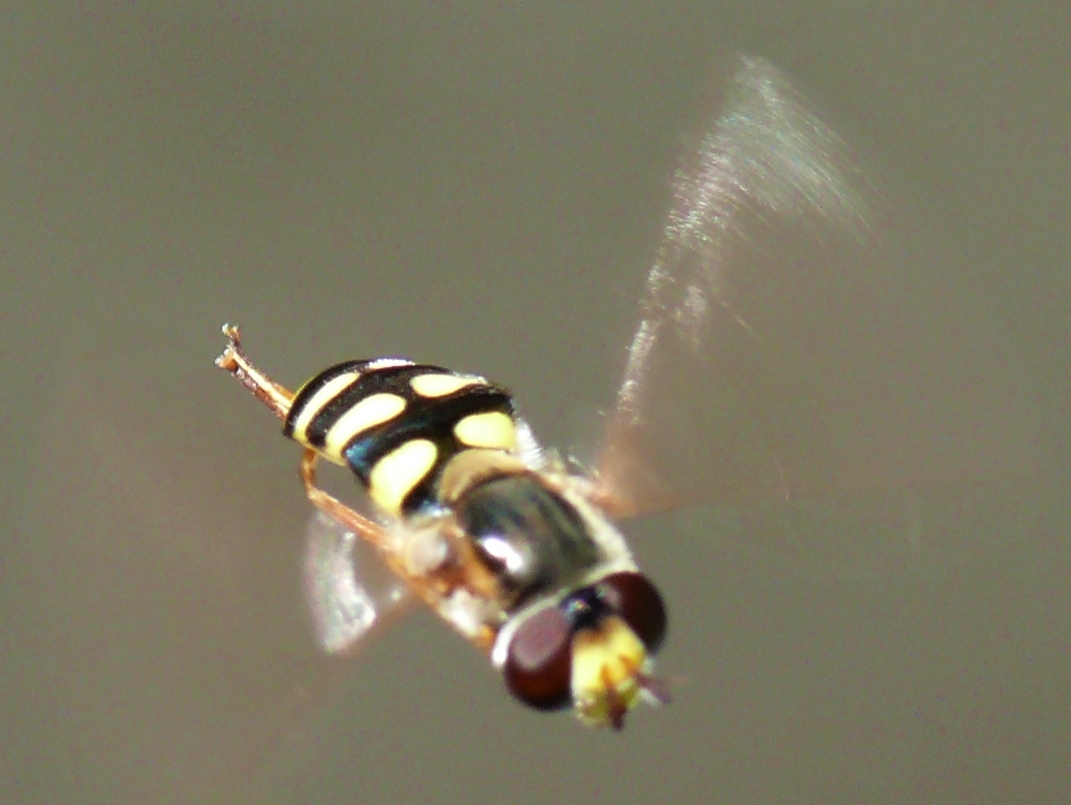
Eupeodes corollae (ou Syrphe des corolles), l'autre espèce de syrphes connue pour effectuer de grandes migrations

En 2016, une étude a utilisé le radar pour suivre le vol d'altitude des insectes. À cette occasion, Jason Chapman (écologue à  l'Université d'Exeter au Royaume-Uni) montre que des milliards d'insectes migrent chaque année dans le Royaume-Uni, du pays vers le continent et inversement.
En 2019, une étude fait le bilan de 10 ans d'observation (par radar) des migrations d’insectes ayant lieu au-dessus du sud de la Grande-Bretagne. Elle montre que de 10 à 25 milliards d'insectes de taille moyenne (10 à 70 mg) et de grande taille (70 à 500 mg) sont impliqués dans ces vols. En termes de biomasse, ceci correspond à 300 à 1 000 tonnes d'insectes migrant bidirectionnellement chaque printemps et automne. L'étude montre aussi que dans cette région du monde et au début du XXIe siècle, 70% des migrations d'insectes volants de grande taille se font le jour, et qu'elles concernent principalement des espèces classées auxiliaires de l’agriculture ou non «  déprédatrices ».
Avant cela, les études radar avaient surtout concerné quelques taxons spécifiques, presque toujours des « déprédateurs », et en vol de nuit,,,,. Les auteurs notent que, comme les pollinisateurs locaux connaissent pour la plupart (ainsi que dans le monde entier) des effondrement de populations, voire des disparitions aux échelles régionales,,,,,,,, les arrivées et les départs annuels d'espèces pollinisatrices ou auxiliaires de l'agriculture pourraient jouer un rôle croissant dans le maintien des équilibres agroécologiques, des services écosystémiques et notamment pour la pollinisation et la lutte antiparasitaire. Dans le groupe des diptères, les syrphes (Syrphidae) sont de ce point de vue particulièrement intéressants. Quelques espèces européennes communes de la sous-famille Syrphinae et de la tribu Syrphini, notamment Episyrphus balteatus et Eupeodes corollae, sont saisonnièrement « très migratrices ». Ce fait est connu des naturalistes depuis longtemps, mais ils n’avaient pu l'observer qu'aux très basses altitudes. On sait maintenant, grâce aux radars entomologiques, que leurs observations étaient incomplètes, ce qui longtemps fait sous-estimer l’intensité de ces migrations, les distances parcourues par ces petits insectes. On n'avait pas non plus évalué les directions prises, le rythme et les dates des arrivées et des départs. Il n'était donc pas possible de mesurer les effets des afflux massifs et des départs ultérieurs sur les processus écologiques ou les services écosystémiques. Cela est maintenant possible.
Lors du suivi fait durant 10 ans du plancton aérien au moyen d'un radar, évoqué ci-dessus, les chercheurs ont pu mesurer l'abondance saisonnière et annuelle des syrphes, et évaluer le flux de biomasse des syrphes migrateurs au-dessus d'une région de 70 000 km2 (300 km de large) du sud de l’Angleterre. Ils ont pu confirmer en 2019 que des centaines de millions de syrphes traversent ainsi chaque année discrètement la Manche pour gagner le Royaume-Uni en venant de l'Europe continentale. Parmi ces migrateurs, le plus abondant est E. balteatus. Ces migrations se font pour le plus grand profit de l’agriculture (anglaise notamment), car de nombreuses espèces de syrphes pollinisent les cultures, après que leurs larves y aient consommé une grande quantité de pucerons (sur le blé en croissance, par exemple).
Quel que soit le vent, on trouve dans l'air de nombreux insectes qui semblent se laisser emporter par ce mouvement des masses d’air. Mais si l'on tient compte de leur taille et de leurs faibles réserves d'énergie, les syrphes semblent le faire avec une stratégie très efficace ; ils montent à une altitude où les vents dominants (et souvent plus forts) soufflent dans une direction donnée, puis ils se laissent porter, parcourant quotidiennement jusqu’à plusieurs centaines de kilomètres. La plupart de leurs vols se situent entre 150 et 1 200 m au-dessus du sol. Dans le sud de l'Angleterre, la majorité des syrphes naviguent à moins de 300 m de hauteur, mais le radar montre qu’un grand nombre de migrations s’effectuent à des altitudes atteignant souvent 750 m.
De mai à juin, des syrphes migrent du sud vers le N-NE (le Royaume-Uni est alors alimenté en syrphes venant de France et du continent européen). Ils pondent leurs œufs en Angleterre et, quand la génération suivante est mature, en août-septembre, un nombre encore plus important de (jeunes) syrphes s'envolent vers le sud en traversant la Manche. Entre ces deux périodes, en juillet, une phase de vols plus aléatoires est observée. On a noté que les migrations vers le sud ne correspondent pas aux vents dominants (N-E toute l’année dans cette région). Les syrphes choisissent donc des vents favorables en altitude pour descendre en masse vers le sud.
Les deux espèces de syrphes les plus communes en Europe de l'Ouest sont Episyrphus balteatus et Eupeodes corollae. Elles transportent presque autant de pollen que toutes les abeilles à miel du Royaume-Uni, et environ 20 % des pucerons des blés sont consommés par leurs larves (soit environ 6 300 milliards de pucerons par an, une biomasse d'environ 6 300 tonnes, ou 900 000 pucerons/ha sans le sud de l’Angleterre). Lors de leurs migrations entre le continent et le sud de l’Angleterre, via la France, ils transporteraient environ 3 à 19 milliards de grains de pollen, faisant que le Royaume-Uni est, du point de vue des transferts de gènes végétaux, moins insularisé qu'il n'en avait l'air.
Et contrairement à de nombreux types de pollinisateurs (abeilles, papillons de jour dont les populations s’effondrent depuis quelques décennies), ces deux espèces migratrices de syrphes ont des populations qui semblent encore stables au Royaume-Uni, malgré d’importantes fluctuations interannuelles. Elles sont aussi une source importante de nourriture pour diverses espèces insectivores.

Ainsi, au-dessus du sud de l’Angleterre, le flux de syrphes migrateurs est depuis 10 ans environ 10 fois celui du flux moyen du papillon migrateur Autographa gamma (285 millions) et 70 fois plus intense que celui du papillon Vanessa cardui.
Les auteurs invitent les agriculteurs à ne pas pulvériser d’insecticides quand les syrphes sont présents. « La migration des insectes se produit à grande échelle et c’est vraiment important. Cet énorme phénomène est sous-estimé ». Chaque année, de 1 à 4 milliards de syrphes (soit 30 à 80 tonnes de biomasse d’insectes) migrent vers le sud de la Grande-Bretagne ou en sortent. Ils y jouent un rôle de prédateur essentiel (ils mangent de 3 000 et 10 000 milliards de pucerons parasites des plantes : plus d’un million de puceron par ha/an probablement), et fournissent des services étendus de pollinisation et de transfert de pollen à longue distance.
Ces migrations aériennes redistribuent aussi des tonnes d'éléments nutritifs : environ 30 à 80 tonnes/an d’insectes correspondent 1 000 à 2 500 kg d'azote, et à 100 à 250 kg de phosphore, ou encore à 50 à 150 GJ d'énergie dans le réseau trophique.
En outre, ces syrphes transportent des milliards de grains de pollen entre la Grande-Bretagne et l'Europe, contribuant à l’entretien de la diversité biologique et à l’adaptation des végétaux aux changements environnementaux. Les syrphes d’automne, arrivant de l’Europe vers le sud de l’Angleterre, sont bien plus nombreux que les parents immigrants (arrivés du nord-est) ; le flux de nutriments correspondant est donc orienté du nord vers le sud et du continent vers l’Angleterre.